# M45 (Машрік)
M45 — є основним маршрутом із півночі на південь у міжнародній мережі доріг Арабського Машреку, що проходить через Сирію, Йорданію, Саудівську Аравію та Ємен. Дорога починається на турецькому кордоні в Баб-ель-Хава, потім пролягає через Алеппо, Дамаск, Амман, Табук, Медину, Мекку та Сану до Таїзу.
M45 також є частиною M50 між Табуком і Ель Калібах.

## Номери національних доріг
| Номер             | Маршрут                  |
| Сирія             | Сирія                    |
| ----------------- | ------------------------ |
| M45               | Туреччина - Алеппо       |
| M5                | Алеппо - Йорданія        |
| Йорданія          |                          |
| 15                | Сирія - Маан             |
| 5                 | Маан - Саудівська Аравія |
| Саудівська Аравія |                          |
| 15                | Йорданія - Ємен          |
| Ємен              |                          |
| N1                | Саудівська Аравія - Таїз |